# Epping (Nou Hampshire)
Epping és una població dels Estats Units a l'estat de Nou Hampshire. Segons el cens del 2007 tenia 6.169 habitants.

## Demografia
Segons el cens del 2000, Epping tenia 5.476 habitants, 2.047 habitatges, i 1.473 famílies. La densitat de població era de 81,2 habitants per km².
Dels 2.047 habitatges en un 35,8% hi vivien nens de menys de 18 anys, en un 59,7% hi vivien parelles casades, en un 0% dones solteres, i en un 28% no eren unitats familiars. En el 21,1% dels habitatges hi vivien persones soles el 7,1% de les quals corresponia a persones de 65 anys o més que vivien soles. El nombre mitjà de persones vivint en cada habitatge era de 2,67 i el nombre mitjà de persones que vivien en cada família era de 3,12.
Per edats la població es repartia de la següent manera: un 27,1% tenia menys de 18 anys, un 6,8% entre 18 i 24, un 34,6% entre 25 i 44, un 22,4% de 45 a 60 i un 9,2% 65 anys o més.
L'edat mediana era de 36 anys. Per cada 100 dones de 18 o més anys hi havia 95,8 homes.
La renda mediana per habitatge era de 50.739$ i la renda mediana per família de 54.722$. Els homes tenien una renda mediana de 40.273$ mentre que les dones 25.440$. La renda per capita de la població era de 21.109$. Entorn del 2,6% de les famílies i el 3,3% de la població estaven per davall del llindar de pobresa.

## Poblacions més properes
El següent diagrama mostra les poblacions més properes.